# Dekanat Tarnów Wschód
Dekanat Tarnów Wschód – dekanat wchodzący w skład diecezji tarnowskiej.
Dziekanem dekanatu jest ks. dr Tomasz Lelito – proboszcz parafii Skrzyszów, a wicedziekanem ks. mgr Grzegorz Grych – proboszcz parafii Łękawica.

## Parafie należące do dekanatu
W skład dekanatu wchodzą parafie:
- Jodłówka-Wałki – Parafia Opatrzności Bożej w Jodłówce-Wałkach
- Ładna – Parafia Przemienienia Pańskiego w Ładnej
- Łękawica – Parafia św. Mikołaja w Łękawicy
- Pogórska Wola – Parafia św. Józefa Oblubieńca w Pogórskiej Woli
- Skrzyszów – Parafia św. Stanisława Biskupa Męczennika
- Szynwałd – Parafia Najświętszej Maryi Panny Szkaplerznej w Szynwałdzie
- Tarnów – Parafia Najświętszego Serca Pana Jezusa w Tarnowie,
- Tarnów – Parafia bł. Karoliny Kózkówny w Tarnowie
- Trzemesna – Parafia Matki Bożej Częstochowskiej w Trzemesnej
- Wola Rzędzińska – Parafia Matki Bożej Nieustającej Pomocy w Woli Rzędzińskiej
- Wola Rzędzińska – Parafia Miłosierdzia Bożego w Woli Rzędzińskiej